# How I Won the War
How I Won the War é um filme de comédia de humor negro britânico de 1967, dirigido por Richard Lester para a Petersham Pictures com distribuição da United Artists. O roteiro de Charles Wood é baseado no livro homônimo de Patrick Ryan. A narrativa usa de forma inconsistente vários estilos como vinhetas, comentários direto para a câmara e paródia extensa sobre filmes de guerra, desde documentários até os baseados em literatura popular. Os soldados protagonistas são da 3ª Tropa, o 4º Mosqueteiros (regimento fictício remanescente dos Reais Fuzileiros) e são contadas as desventuras deles durante a Segunda Guerra Mundial, cuja missão inicial era construir um Campo de Críquete em Área Avançada, ou seja, atrás das linhas inimigas na Tunísia. Eles desembarcam na África do Norte em 1942 mas continuam e chegam até a última ponte intacta sobre o Rio Reno, a Ponte Ludendorff, até Remagen, em 1945. O filme nunca recebeu boas críticas.

## Elenco
- Michael Crawford...Tenente Earnest Goodbody
- John Lennon...Gripweed
- Roy Kinnear...Clapper
- Lee Montague...sargento Transom
- Jack MacGowran...Juniper
- Michael Hordern...Grapple
- Jack Hedley...mosqueteiro melancólico
- Karl Michael Vogler...Odlebog
- Ronald Lacey...Spool
- James Cossins...Drogue
- Ewan Hooper...Dooley
- Alexander Knox...general americano
- Robert Hardy...general britânico
- Sheila Hancock...esposa de Clapper

O protagonista Tenente Goodbody, é um inepto, idealista, alienado e jingoísta oficial comissionado (alistado, não de carreira). Um dos temas subversivos destacados é a piada recorrente das frequentes tentativas do pelotão de se livrar de Goodboy, inclusive por assassinato, dada a sua completa inaptidão para liderar as operações militares. Com a unidade sendo aos poucos aniquilada pelos erros e tentativas de atos de bravura, ironicamente Goodbody sobrevive junto com um de seus comandados que sempre tentara desertar e terminou a história confinado a um sanatório para deficientes mentais. Num toque macabro, cada soldado morto é substituído no pelotão por uma réplica de plástico colorido de um soldado de brinquedo com a face não definida, numa alusão a falta de atitude adulta de Goodbody em relação aos seus deveres militares.

## Produção
As filmagens ocorreram na Espanha, na Província de Almería no outono de 1966. Lennon, aproveitando um intervalo nos compromissos dos Beatles após 4 anos de seguidas viagens, aceitou o convite do diretor Lester para interpretar o Mosqueteiro Gripweed. Nos preparativos para o papel, Lennon teve seu cabelo cortado. Também foi nesse momento que ele começou a usar os óculos redondos, que mais tarde se tornariam sua marca registrada. Uma foto dele como Gripweed foi mostrada nas principais revistas, incluindo a capa da primeira  Revista Rolling Stone lançada em novembro de 1967.
Durante sua estada na Espanha, Lennon alugou uma vila chamada Santa Isabel, que tinha portões de ferro e era ladeada por campos de vegetação que talvez o lembrassem dos Strawberry Field, morangos do jardim do Exército da Salvação próximo ao lar de infância do cantor; isso inspirou Lennon a compor  "Strawberry Fields Forever" enquanto filmava.
O lançamento do filme foi adiado por seis meses e Richard Lester já estava trabalhando em Petulia (1968).

## Narrativa e temas
Ao escrever o roteiro, o escritor Charles Wood copiou temas e diálogos de sua peça anti-guerra surrealista e de amargo humor negro (proibida) chamada Dingo. Em particular o personagem do palhaço fantasmagórico 'Juniper' baseia-se no humor negro da peça, usado para ridicularizar as tradicionais glorificações factuais da guerra. Goodbody narra o filme em retrospectiva, mais ou menos, enquanto conversa com seu oficial captor alemão nazista, 'Odlebog', na cabeça de ponte do Reno em 1945. De seu diálogo surge outro ponto chave de subversão — os dois oficiais tem em comum suas atitudes elitistas em contraste com o desprezo pela rudez e ignorância de seus comandados. Enquanto ambos admitem que a questão do massacre dos judeus os divide, eles concordam não ser isso a principal preocupação. O ufanismo patriótico de Goodbody finalmente diminui quando ele aceita a acusação do oficial alemão de ser, em princípios, um fascista. Eles então resolvem decidir seus antagonismos em bases comerciais (Odlebog propõe vender a Goodbody a última ponte intacta sobre o Rio Reno; na novela a ponte é identificada como a de  Remagen) e o episódio pode ter sido escrito como sátira aos negócios anti-éticos e ao capitalismo. Essa passagem também aparece no livro. O dissimulado fascismo dos britânicos é mencionado previamente quando Gripweed (personagem de Lennon) revela-se como um ex-seguidor de Oswald Mosley e sua União Britânica de Fascistas, o que faz com que o Coronel Grapple (interpretado por Michael Hordern) não veja nada de embaraçoso nisso, dizendo que o "Fascism is something you grow out of" (tradução livre:"Fascismo é algo que cresce fora"). Um monólogo no filme é o lamento do Mosqueteiro Juniper – imitando um oficial de alta patente – sobre como oficiais vem dos trabalhadores e classes menos favorecidas, e não (como acontecia anteriormente) da aristocracia feudal.

## O regimento
No livro, Patrick Ryan optou por não usar uma unidade real do Exército pois os oficiais querem vinho e glória, os soldados querem sexo e fugir do inimigo. É mostrada uma infantaria regular em tempos de guerra, que aceita oficiais temporários comissionados como Goodbody, bem como reservistas veteranos chamados de volta ao serviço. Essa medida utilizada em ambas as guerras mundiais sempre sofreu dificuldades do esprit de corps valorizado e defendido. O nome de "Mosqueteiros" remete aos Reais Fuzileiros, mas depois é mencionada uma "Brigada de Mosqueteiros" alusiva a uma Brigada da Guarda britânica. No filme, o regimento é apresentado como sendo unidade da cavalaria (blindada, com tanques e artilharia leve, com caminhões semi-lagartas). O pelotão virou no livro uma "tropa", designação da Cavalaria. Nenhuma dessas referências veio do livro, bem como as semi-lagartas ou a identificação de Transom como Cabo dos Mosqueteiros, que sugere o título de Cabo Cavalariano. Esses aspectos são mais ao gosto ambíguo do escritor Charles Wood que foi um ex-cavalariano regular do exército.

## Comparações com o livro
A história do livro – mais sutil e talvez menos subversiva do que o filme – não usa nenhum dos absurdismos /surrealismos do roteiro cinematográfico e difere grandemente em estilo e conteúdo. O texto é mais conservador, estruturado (apesar da comicidade) como memórias de guerra do ingênuo sarcástico e pueril Tenente Goodbody que narra em primeira pessoa. Segue uma cronologia real da guerra consistente com o de uma unidade de infantaria regular veterana no serviço – como por exemplo a 4ª Divisão de Infantaria do Exército Britânico – assim como a 2ª dos Fuzileiros Reais, incluindo (ao contrário do filme) campanhas na Itália e Grécia. Sem o surrealismo do filme são descritas com frieza algumas passagens na Tunísia e Cassino. Patrick Ryan serviu como soldado de Infantaria e oficial de reconhecimento. A amargura do autor remete à inutilidade da guerra e a batalha de classes pela hierarquia, comum no filme e na maioria dos personagens (apesar de na novela haver previsivelmente maior profundidade).

## Comparações comCândido
Tem sido apontada a influência na história, inclusive por Leslie Halliwell, do livro "Cândido" de Voltaire, particularmente no continuo, improvável, inexplicável constantemente reaparecido Coronel Grapple. Supõe-se que Grapple é o antigo oficial de treinamento para cadetes do tenente Goodbody (OCTU), cheio do cruel otimismo dos antigos mestre-escola do Império Britânico (e não do otimismo Leibniziano de Pangloss de Cândido). Outra alusão é na piada frequente do Mosqueteiro Clapper que insiste em contar seu problema pessoal da infidelidade da esposa. Apenas a segunda cena recorrente é encontrada no livro, e nesse caso o otimismo vem do inocente Goodbody, nunca Clapper.[carece de fontes?]